# Christabel Cockerell
Christabel Annie Cockerell (21 oktober 1864 – 18 maart 1951) was een Brits kunstschilder van portretten en landschappen. Ze trouwde in 1893 met de beeldhouwer Sir George Frampton en werd Lady Frampton maar bleef haar kunst tentoonstellen onder haar meisjesnaam. 

## Biografie
Cockerell werd geboren in 1863 als dochter van George Russell Cockerell uit Londen en volgde een opleiding aan de Royal Academy of Arts Schools vanaf 1882, waar ze haar toekomstige echtgenoot, de beeldhouwer George Frampton, ontmoette. Ze trouwden in april 1893 en hun zoon, Meredith Frampton werd geboren op 17 maart 1894. Cockerell exposeerde vanaf 1885 aan de Royal Academy tot 1910, altijd onder haar meisjesnaam.
Haar echtgenoot werd geridderd in 1908 en in 1910 verhuisden ze naar een nieuw huis dat door hem was ontworpen in Carlton Hill 90, St John's Wood, Londen, met een studio voor elk van hen. Het huis was te zien in een artikel uit 1910, "Recent Designs in Domestic Architecture" in The Studio, compleet met foto's, waaronder een van het interieur van Cockerells studio. De buitenkant van het huis is vandaag bijna onveranderd gebleven.
Cockerell stond af en toe model voor haar man, zijn Mother and Child toont haar met hun zoontje Meredith en werd tentoongesteld op de Biënnale van Venetië in 1897 en de Exposition Universelle in Parijs in 1900. Haar man komt ook voor in haar werk, een van haar kleinere schilderijen toont hem zittend bij een raam, werkend aan zijn beeldhouwwerk, terwijl hij bekeken wordt door zijn jonge zoon.
Haar echtgenoot overleed op 21 mei 1928 en in 1930 schonk ze verschillende bronzen beelden aan de kunstgalerie van Camberwell Borough Council ter nagedachtenis aan hem, vanwege zijn genegenheid voor Camberwell. 
Haar werk Bluebells werd opgenomen in het boek Women Painters of the World uit 1905.

## Werken (selectie)
Schilderijen van Cockerell:
- The day's work done (ca. 1890), [Grosvenor Gallery]
- In the Hayfield (ca. 1890), olieverf op paneel (36,8 × 45,7 cm), Berkshire Associates, London
- And The Angels Were Her Playmates – from the childhood of St. Elizabeth of Hungary (1896), olieverf op doek (82,5 × 76 cm)[5]
- John Passmore Edwards (1823–1911) (1899), olieverf op doek (100 × 52,5 cm), Hackney Museum (Chalmers Bequest)[6]
- Portrait Of Meredith Frampton (datum onbekend), olieverf op doek (37,5 × 102 cm)[7]
- Bluebells (1903), tentoongesteld op de Royal Academy
- A Momentous Question (1903), olieverf op paneel (22,8 × 30,5 cm), tentoongesteld in London, The New Gallery, Summer Exhibition, 1903 en in de Manchester Art Gallery, verkocht op 13 november 2003 bij Christie's, Londen voor £1880[8]
- Morning Play (1910), olieverf op doek (54 × 36 cm), vrouw en kind

- RKD-Nederlands Instituut voor Kunstgeschiedenis: 17422
- Union List of Artist Names: 500019688
- Virtual International Authority File: 95802239